# Zakrilca
Zakrilca večkrat tudi flapi (ang. Flaps) so strukture na zadnjem robu kril, ki služijo spreminjanju zakrivljenosti profila krila, s čimer vplivajo tudi na silo vzgona. Omogočajo pristajanje in vzletanje pri manjših hitrostih in s tem skrajšajo potrebno vzletno in pristajalno pot. Z navzdol odklonjenimi zakrilci se hkrati poveča vzgon in upor letala. Z njimi lahko letalo pristaja pod večjim kotom in pri manjši hitrosti. Zakrilca zmanjšajo tudi hitrost izgube vzgona.
Po navadi se zakrilca izvlečejo v več stopnjah. Manjše stopnje se uporabljajo pri vzletu, saj malo odklonjena zakrilca povečajo vzgonski količnik krila brez večjega povečanja zračnega upora, ki bi predstavljal dodatne izgube. Velike stopnje, pri katerih so zakrilca bolj odklonjena navzdol, poleg povečanja vzgonskega količnika povečajo tudi zračni upor, kar se uporabi pri pristanku.
Pri določenih jadralnih letalih je možno zakrilca odkloniti tudi navzgor (negativen odklon), kar ima ravno nasproten učinek, kot pri navzdol odklonjenih zakrilcih. Navzgor odklonjena zakrilca zmanjšujejo količnik vzgona, vendar tud zračni upor, kar je uporabno za letenje pri večjih hitrostih.
Z zakrilci se nekoliko spremenijo krmilne lastnosti letala, in sicer pri pozitivnem odklonu pride do dviga nosu letala.
Največkrat so zakrilca nameščena na zadnjem robu krila, izjema so Kruegerjeva zakrilca, ki so namščena na sprednjem robu krila.